# 马娅·格伦贝克
马娅·格伦贝克（丹麥語：Maja Grønbæk，1971年1月30日—），丹麦女子手球运动员。她曾代表丹麦国家队参加2000年夏季奥林匹克运动会手球比赛，结果队伍获得一枚金牌。